# Svenska Pokerförbundet
Svenska Pokerförbundet (SVEPOF) är en ideell förening som verkar för att främja pokerns ställning i Sverige. Alla intäkter i form av medlemsavgifter, sponsorbidrag och övriga intäkter investeras för att främja pokerns ställning i Sverige.

## Historia
Svenska Pokerförbundet (SVEPOF) bildades 17 maj 2004 av Ken Lennaárd, Koray Saka och Martin de Knijff. Syftet var, att utan politiska eller andra bindningar i samhället, verka för att främja pokern i Sverige.
Det egna kapitalet 2006 låg på 2,4 miljoner kronor. År 2007 hade föreningen cirka 4 000 medlemmar varav fem procent kvinnor. SVEPOF är sedan 2007 ansvariga för arrangeradet av Poker-SM såväl online som live. Arrangemanget har dock hållits sedan 1975. Eftersom Svenska Spel har monopol på spel i Sverige arrangeras Poker-SM i andra länder än Sverige.
Efter att pokerboomen ebbat ut i slutet av 00-talet minskade föreningens medlemsantal från cirka 6 000 till cirka 70 medlemmar 2012. Samtidigt var det egna kapitalet strax under 100 000 kronor. Året därpå hade antalet medlemmar ökat till cirka 600 stycken. År 2015 fick SVEPOF:s ordförande Ulf Engström förordnande att delta i regeringskansliets utredning En omreglerad spelmarknad.

## Ordförande
- Ken Lennaárd, 2004–2006[8][9]
- Peder Månsson, 2006–2009[8][9]
- Aaron Axelsson, 2009–2010[9]
- Murat Sahan, 2010–2011[9][10]
- Mauritz Altikardes, 2012–2013[9][11]
- Lina Olofsson, 2013–2015[9][12][13][14]
- Ulf Engström, 2015–2018[9][15]
- Kjell Johansson, 2018–2020[9][16]
- Peter Bergman, 2020–2021[9]
- Ulf Engström, 2021[9]
- Robert Svedin, 2022–2024[9][17]
- Micke Torstensson, 2024[9][17][18]

## Svensk Poker Hall of Fame
Svensk Poker Hall of Fame upprättades av SVEPOF 2016 för att uppmärksamma personer inom Svensk Poker som på ett eller annat sätt utmärkt sig särskilt genom antingen sina framgångar, sitt engagemang eller sitt ambassadörsskap för Svensk Poker. Juryn består av de redan (fortfarande levande) invalda personerna.
Invalda:
- 2016: Chris Björin och Dan Glimne
- 2017[22]: Martin Jacobson och Per Hildebrand
- 2018: Mikael Norinder och Viktor Blom
- 2019: Ola Brandborn och Mikael Thuritz
- 2020: Martin de Knijff och Erik Sagström
- 2021: Christer Larsson och Erik Rosenberg
- 2022: Bengt Sonnert och Lina Olofsson
- 2023: Michael Tureniec och Anton Wigg